# Hernán Galíndez
Pour les articles homonymes, voir Galindez.
Hernán Galíndez, né le 30 mars 1987 à Rosario en Argentine, est un footballeur international équatorien, qui évolue au poste de gardien de but avec le CA. Huracán.

## Biographie

### Carrière en club
Né à Rosario en Argentine, Hernán Galíndez est formé par Rosario Central. C'est avec ce club qu'il fait ses débuts en professionnel, jouant son premier match le 4 octobre 2008, lors d'une rencontre de championnat face au Racing Club. Rosario Central s'incline sur le score de quatre buts à un.
Le 1er juillet 2010, il est prêté au Quilmes AC. Galíndez joue sa première rencontre pour Quilmes le 14 novembre 2010 contre Godoy Cruz. Titulaire, son équipe s'impose deux buts à un.
Le 1er janvier 2012, il signe avec le club chilien des Rangers de Talca. Peu de temps après sa signature, il est prêté à l'Universidad Católica. Là-bas, il ne jouera aucune rencontre. 
Quelques jours après son retour de son prêt, il est transféré dans son ancien club, l'Universidad Católica. Il y joue sa première rencontre le 1er janvier 2012 contre le LDU Quito. Titulaire lors de ce match, l'Universidad s'incline deux buts à un. Fait rare pour un gardien de but, il inscrit son unique but pour le club contre Clan Juvenil. Son équipe s'impose deux buts à zéro.
Le 4 janvier 2022, le gardien revient au Chili en s'engageant en faveur de l'Universidad de Chile. Il dispute son premier match le 6 février 2022 contre l'Unión La Calera. L'Universidad de Chile s'impose quatre buts à deux.
Il signe au SD Aucas le 3 juillet 2022. Le 19 juillet 2022, il joue sa première rencontre pour cette équipe contre le Delfín SC. Les deux équipes se neutralisent sur le score de zéro à zéro.

### Carrière internationale
Le 9 juin 2021, il est retenu par le sélectionneur Gustavo Alfaro afin de participer à la Copa América, organisée au Brésil. Il y reçoit sa première sélection en équipe d'Équateur le 23 juin 2021, contre le Pérou. Lors de cette rencontre, les deux équipes se quittent sur le score de deux buts partout. Lors de cette compétition, il joue trois matchs. L'Équateur s'arrête en quarts de finale, battu trois buts à zéro par l'Argentine.
Le 14 novembre 2022, il est sélectionné par Gustavo Alfaro pour participer à la Coupe du monde 2022.

## Statistiques

### En sélection nationale
| Saison                | Sélection             | Phases finales        | Phases finales | Phases finales | Éliminatoires CDM | Éliminatoires CDM | Matchs amicaux | Matchs amicaux | Total | Total |
| Saison                | Sélection             | Compétition           | M              | B              | M                 | B                 | M              | B              | M     | B     |
| --------------------- | --------------------- | --------------------- | -------------- | -------------- | ----------------- | ----------------- | -------------- | -------------- | ----- | ----- |
| 2020-2021             | Équateur              | Copa América 2021     | 3              | 0              | 0                 | 0                 | 0              | 0              | 3     | 0     |
| 2021-2022             | Équateur              | -                     | -              | -              | 6                 | 0                 | 2              | 0              | 8     | 0     |
| 2022-2023             | Équateur              | Coupe du monde 2022   | 3              | 0              | -                 | -                 | 2              | 0              | 5     | 0     |
| 2023-2024             | Équateur              | Copa América 2024     | 0              | 0              | 2                 | 0                 | 1              | 0              | 3     | 0     |
| 2024-2025             | Équateur              | -                     | -              | -              | 8                 | 0                 | -              | -              | 8     | 0     |
| Total sur la carrière | Total sur la carrière | Total sur la carrière | 6              | 0              | 16                | 0                 | 5              | 0              | 27    | 0     |